# Retrato de un caballero de la Casa de Leiva
Retrato de un caballero de la Casa de Leiva es una obra del Greco, en óleo sobre lienzo, realizado alrededor de 1580. Consta con el número 150 en el catálogo razonado de las obras de este artista, realizado por Harold Wethey.

## Tema de la obra
Antes de la última restauración, la inscripción en la parte superior declaraba:"Consejo de Estado y Guerra de la Casa de Leiva y de Estado D. Vaños de Riotovia" (Baños de Río Tobía). Después de la última restauración, la inscripción se lee mal, excepto:"Señor de la Casa... Años". Esta inscripción, y el hecho de que fuera anteriormente visible la Cruz de Santiago en su pecho, ha permitido identificar al caballero retratado como Alonso Martínez de Leiva. Este noble español del siglo XVI, caballero de la Orden de Santiago, fue un notable marino y uno de los comandantes de la Armada Invencible. Después de varias vicisitudes y cambios de embarcación, naufragó durante el regreso de la Armada, muriendo ahogado en el Canal de San Jorge. Miguel de Cervantes lo elogió en el poema encomiástico "Canto de Calíope", dentro de La Galatea.

## Análisis de la obra
- Pintura al óleo sobre lienzo; 88 x 69 cm.; 1580 circa ; No está firmado; Museo de bellas artes de Montreal, Canadá.

Cuando Manuel B. Cossío vio por primera vez esta pintura en 1904, afirmó que la Cruz de Santiago todavía era visible en el jubón del personaje. Esta Cruz desapareció en alguna limpieza posterior, y puede que no sea fuera obra original del Greco. Este lienzo fue en principio llamado "Caballero de la orden de Santiago" por August L. Mayer, y lo siguieron llamando así José Camón Aznar y Soehner.
Es un lienzo de muy buena calidad, que recuerda a los retratos de El entierro del conde de Orgaz, aunque sea un poco anterior a esta gran obra. El rostro es convincente y poderoso, con unos tonos rojizos que recuerdan a los mejores retratos del Greco. La falta de la mano izquierda demuestra que este lienzo fue mutilado en la parte inferior, y que el retrato inicialmente debía haber sido de tres cuartos. El tiempo y la limpieza abusiva han eliminado las veladuras y han reducido la superficie pictórica tanto en el jubón como en los puños.
José Gudiol destaca la elegante sencillez de los caballeros del Renacimiento español, cuya vestimenta, con escasos adornos, armonizaba con su semblante. El Greco sabía aprovechar el color negro de la seda o del terciopelo de los vestidos, con el fin de resaltar la carnación y la aristocracia del rostro. La técnica de esta pieza es relativamente compleja, ya que hay un tratamiento diferente para cada tipo de textura. La forma de representar los encajes es muy similar a la que poco después utilizaría El Greco en El entierro del conde de Orgaz, apretando la pasta blanca contra el lienzo y abriéndola. Por otro lado, hay un rico conjunto de transparencias en el jubón negro, los reflejos de las luces y en la densidad de las áreas oscuras.

## Procedencia
- ¿Catedral de Valladolid ?
- Parés; Madrid (1904)
- Sir William van Horne, Montreal (1906)[1]